# The Birth of a Nation – Aufstand zur Freiheit
The Birth of a Nation – Aufstand zur Freiheit (Originaltitel: The Birth of a Nation) ist ein US-amerikanischer Historienfilm von Nate Parker, der am 25. Januar 2016 beim Sundance Film Festival uraufgeführt und am 7. Oktober 2016 in den US-amerikanischen Kinos veröffentlicht wurde. Das Filmdrama erzählt die Geschichte des amerikanischen Sklavenanführers Nat Turner (1800–1831). Regisseur Nate Parker übernahm selbst die Rolle des Protagonisten und entwickelte das Drehbuch gemeinsam mit dem haitianischen Autor Jean McGianni Celestin. Der Film kam am 13. April 2017 in die deutschen Kinos.

## Handlung
Der Afroamerikaner Nat Turner wächst zu Beginn des 19. Jahrhunderts in Virginia auf, wo er in seiner Kindheit gemeinsam mit dem weißen Sohn des Plantagenbesitzers, Samuel Turner, seinem späteren Plantagenbesitzer, aufwächst. Man lehrt Nat, anders als auf anderen Plantagen üblich, das Lesen. Samuels Mutter, Elizabeth Turner, erlaubt ihm allerdings nur ein Buch zu lesen: die Bibel. Er beginnt diese zu erforschen und daraus zu predigen. Dieses Privileg unterscheidet ihn von den meisten anderen Sklaven. Ihm wird vorhergesagt, er werde einst ein Prophet sein, und Nat wird zum Prediger seiner Mitsklaven.
Als Nat älter ist, heiratet er die Sklavin Cherry. Weil Nat ein intelligenter und leidenschaftlicher Christ und überzeugender Prediger ist, will der Plantagenbesitzer von seinen Künsten profitieren. Er soll überall im Land Sklaven das Evangelium predigen, damit diese hierdurch jeden Gedanken an Rebellion aufgeben und ihr Los als den Willen Gottes annehmen. Als Nat als Wanderprediger in verschiedene Orte geschickt wird, wofür sich Samuel Turner bezahlen lässt, sieht er, wie schlecht viele Sklaven behandelt werden: Ein kleines Mädchen wird an einer Leine herumgeführt und einem Mann schlägt man die Zähne mit einem Meißel heraus. Nat beginnt das Ausmaß der Sklaverei zu erkennen und will sich nicht weiter in der Rolle als Prediger missbrauchen lassen. Er beschließt, in Zukunft eine andere Art von Anführer zu sein, befreit seine Frau von einem Sklavenmarkt und zettelt einen Aufstand der versklavten Schwarzen an. Eine blutige und äußerst gewalttätige Schlacht beginnt, bei der viele Weiße, aber noch mehr Schwarze getötet werden.

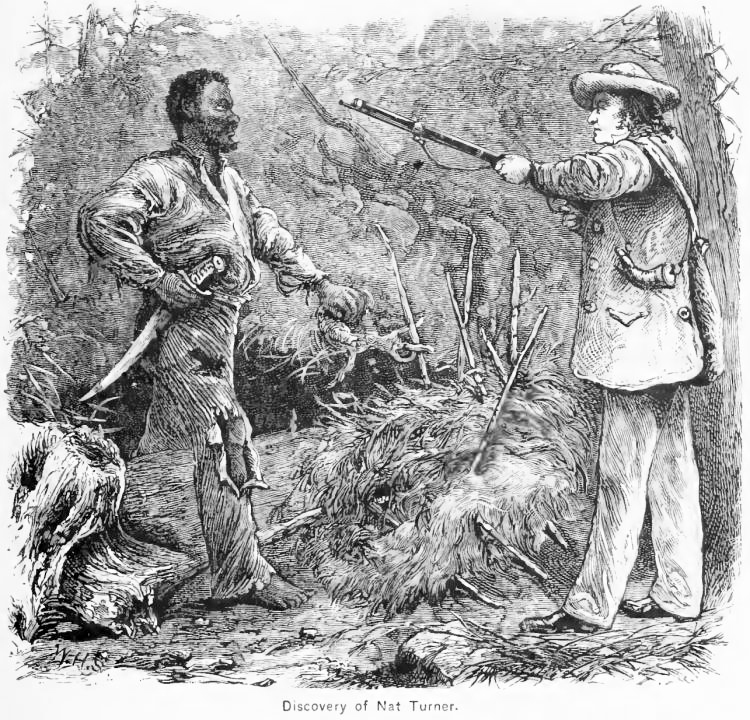
Illustration der Gefangennahme von Nat Turner durch Benjamin Phipps am 30. Oktober 1831

## Historischer Hintergrund
Die Figur des Protagonisten des Films Nat Turner basiert auf einer realen Person. Nat Turner war ein amerikanischer Sklave, der im Oktober 1800 zur Welt kam, von den Kindern seines Besitzers Bibelunterricht erhielt und sich selbst das Lesen beibrachte. Als methodistischer Laienprediger versammelte er später die Sklaven der Umgebung um sich. Ab 1830 war Turner im Besitz von Joseph Travis, der ihn nach eigenen Aussagen freundlich behandelte. Turner sah im Februar 1831 in einer scheinbaren Sonnenfinsternis ein Zeichen Gottes, einen Befreiungsschlag zu unternehmen. Am 21. August töteten er und sieben andere Sklaven ihre Besitzer. Begonnen hatte Turner mit seinem eigenen Herrn, den er mit einem Beil in dessen Schlafzimmer erschlug. Der von Turner angeführten Gruppe schlossen sich über 70 weitere Afroamerikaner an. Die Männer zogen mit Messern, Äxten und Hacken bewaffnet von Siedlung zu Siedlung, um gezielt ihre Unterdrücker zu töten. Bei diesem Sklavenaufstand kamen 55 Weiße ums Leben. Nach 36 Stunden wurde der Aufstand durch eine Übermacht des zu Hilfe geholten Militärs niedergeschlagen. Turner floh und versteckte sich sechs Wochen lang in den Wäldern. Nachdem Turner am 30. Oktober 1831 gefangen genommen werden konnte, wurde er am 11. November 1831 für seine Taten hingerichtet. Auf den Plantagen der Südstaaten arbeiteten zu diesem Zeitpunkt noch vier Millionen Schwarze als Sklaven. Erst nach dem Ende des Bürgerkrieges 1865 wurde die Sklaverei endgültig abgeschafft. Neben dem Vernehmungsprotokoll nach seiner Verhaftung existiert als einziges authentisches Zeugnis von Turner nur ein 5000-Worte-Dokument, das 1831 unter dem Titel Die Bekenntnisse des Nat Turner in Baltimore erschienen war.

## Produktion

### Vorproduktion und Finanzierung

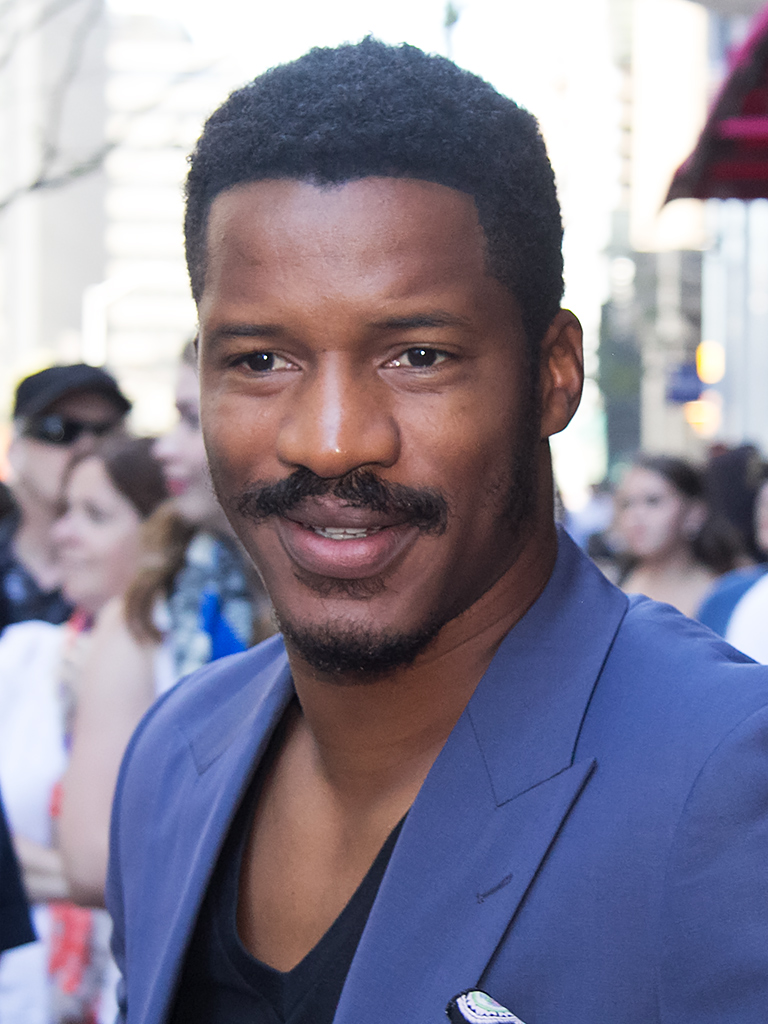
Nate Parker (2014)

Im Jahr 2014 kündigte Parker an, dass er an einem Film über Nat Turner, der ein Held für viele Afro-Amerikaner wurde, arbeite und er den Film The Birth of a Nation nennen wolle, was eine ironische Anspielung auf den als rassistisch verrufenen Film Die Geburt einer Nation (Originaltitel The Birth of a Nation) aus dem Jahr 1915 sein soll, der bis heute als erfolgreichster Stummfilm aller Zeiten gilt und diverse filmische Innovationen einführte, wodurch er von Filmhistorikern gar als Schlüsselwerk der Filmgeschichte angesehen wird. Der Film propagierte klar rassistische Inhalte und trug durch seine Verherrlichung offenbar maßgeblich zur Neugründung des rassistischen Geheimbundes Ku-Klux-Klan bei. Zudem prägte der Film nach Parkers Aussage die Filmindustrie, wie wir sie heute kennen. Es sei daher an der Zeit gewesen, einen Film zu machen, der die Sklaverei aus den Blickwinkeln von Widerstand und Selbstbestimmung betrachte. Auch im Buch The Confessions of Nat Turner von William Styron, für das der Autor 1968 mit dem Pulitzer-Preis ausgezeichnet wurde, sieht Parker seinen Protagonisten und die Sklaverei im Allgemeinen falsch dargestellt.
Der Regisseur stammt, wie auch der Protagonist des Films, aus Virginia. Der Film ist Parkers Regiedebüt. Parker sagte über den historischen schwarzen Anführer des Sklavenaufstandes: Schon lange bevor ich Künstler wurde, war Nat Turner mein Held. Das Wissen um seine Heldentaten hat mir Mut gegeben, meine künstlerischen Ziele zu verfolgen. Ich denke, es ist nur passend, sein Leben schließlich auf die Leinwand zu bringen. Parker hatte nach eigenen Aussagen ein paar Jahre, bevor er das Buch oder den Film 12 Years a Slave kannte, mit den Arbeiten am Film begonnen.
Insgesamt hatte Parker sieben Jahre am Film und der Entwicklung des Drehbuchs gearbeitet, und nach mehreren gescheiterten Kreditverhandlungen selbst den größten Teil der Anfangsfinanzierung des Films übernommen und insgesamt 100.000 US-Dollar seines eigenen Geldes investiert, was exakt den damaligen Produktionskosten des Films Die Geburt einer Nation von 1915 entsprach. Viele potenzielle Geldgeber waren sich laut Parker unsicher, ob überhaupt jemand für das Thema interessiert werden könnte. Parker hatte sich sogar anhören müssen, die Menschen hätten grundsätzlich kein Interesse an Filmen mit schwarzen Protagonisten. Letztlich konnte Parker elf verschiedene Investorengruppen finden, die 60 Prozent des Produktionsbudgets von 10 Millionen US-Dollar finanzierten. Die Restfinanzierung übernahm der Produzent Aaron L. Gilbert.

### Besetzung und Synchronisation
Nate Parker, Produzent, Regisseur und Drehbuchautor des Films, übernahm selbst die Rolle des Protagonisten Nat Turner. Parker, der selbst mehrfach für den Image Award und den Black Reel Award nominiert war, besetzte die Rollen der Schwarzen im Film überwiegend mit Schauspielern, die ebenfalls etliche, explizit an Personen afroamerikanischer Herkunft gerichtete, Filmpreise erhalten hatten. So erhielten Gabrielle Union und Aja Naomi King, die im Film Ned Turners spätere Frau spielt, im April 2015 ihre Rollen. Später stießen Aunjanue Ellis, Dwight Henry, Roger Guenveur Smith, Tony Espinosa und Griffin Freeman zur Crew. Colman Domingo, der im Film die Rolle von Hark Turner übernahm, war zuvor überwiegend als Theaterschauspieler bekannt und wurde hierfür mehrfach ausgezeichnet.
In den weißen Rollen sind Armie Hammer als Samuel Turner, Penelope Ann Miller als seine Mutter Elizabeth Turner, Mark Boone Junior als Reverend Walthall und Jackie Earle Haley als der brutale Raymond Cobb zu sehen.
Im April 2015 wurde ein Casting-Aufruf für die Suche von Neben- und Statistenrollen gestartet. Letztlich umfasste die Liste der Darsteller mehr als 70 Personen.
Die deutsche Synchronisation entstand nach einem Dialogbuch und der Dialogregie von Christoph Cierpka im Auftrag der RC Production Kunze & Wunder GmbH & Co. KG in Berlin.
| Darsteller           | Synchronsprecher | Rolle             |
| -------------------- | ---------------- | ----------------- |
| Nate Parker          | Daniel Fehlow    | Nat Turner        |
| Armie Hammer         | Sascha Rotermund | Samuel Turner     |
| Penelope Ann Miller  | Cathlen Gawlich  | Elizabeth Taylor  |
| Jackie Earle Haley   | Jürgen Heinrich  | Raymond Cobb      |
| Mark Boone Junior    | Guntbert Warns   | Reverend Walthall |
| Colman Domingo       | Falilou Seck     | Hark              |
| Aunjanue Ellis       | Sanam Afrashteh  | Nancy             |
| Dwight Henry         | Robert Glatzeder | Isaac Turner      |
| Aja Naomi King       | Cynthia Micas    | Cherry            |
| Esther Scott         | Regina Lemnitz   | Bridget           |
| Roger Guenveur Smith | Wolf Frass       | Isaiah            |
| Danny Vinson         | Bodo Wolf        | Benjamin Turner   |
| Katie Garfield       | Marleen Lohse    | Catherine Turner  |
| Jayson Warner Smith  | Ingo Hülsmann    | Earl Fowler       |
| Dominic Bogart       | Dejan Bućin      | Hank Fowler       |
| Kai Norris           | Finn Posthumus   | Jasper            |
| Justin M. Smith      | Torsten Münchow  | Jethro            |
| Jason Stuart         | Rainer Gerlach   | Joseph Randall    |
| Chiké Okonkwo        | Ralf David       | Will              |

### Dreharbeiten und Marketing
Die Dreharbeiten fanden an 27 Tagen im Mai 2015 in Savannah, Georgia statt, unter anderem in der dort gelegenen River Street. Der Film wurde teils auf einer Plantage gedreht, in welcher wirklich früher Sklaven arbeiteten. Für viele der beteiligten Schauspieler war dies nach eigenen Aussagen sehr emotional.
Für die Kampfszenen, die im Film zu sehen sind, hatte Parker einige Tipps von Ed Zwick, dem Regisseur von Last Samurai, erhalten. Parker erklärte: Er hat mir die Wichtigkeit von Rauch im Vordergrund beigebracht. Einer der Tricks, die er mich gelehrt hat: Er sagte: 'Dafür muss man eine Menge von gemahlenem Kork besorgen.' Lassen Sie einen ihrer Assistenten oder sonst jemanden, der sich hinter der Kamera befindet, eine Handvoll werfen, wenn eine Schuss losgeht. Dies, so Zwick, werde Dynamik ins Bild bringen. Um das Kunstblut in die Kampfszenen einzubringen, besorgte Parker nach eigenen Aussagen Ketchupflaschen, mit deren Hilfe seine Assistenten dieses während der Dreharbeiten ins Bild spritzten. Kein Blut zu zeigen, so Parker, sei das, was in vielen Kampfszenen oft falsch gemacht werde.

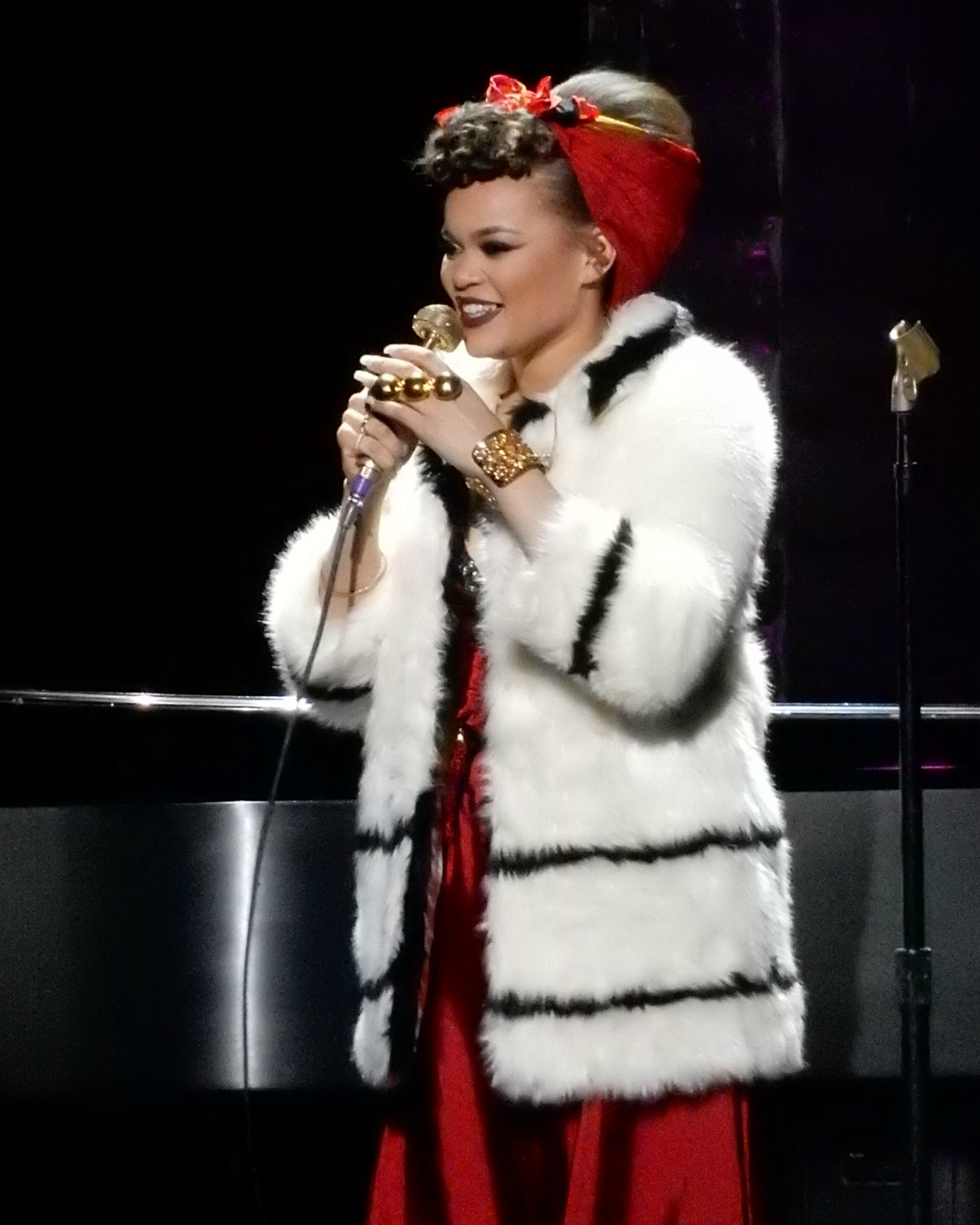
Der Grammy-nominierte Song Rise Up im Langtrailer stammt von Andra Day

Am 15. April 2016 wurde von Fox Searchlight ein erster offizieller Kurztrailer zum Film veröffentlicht, der mit einer Coverversion des Liedes Strange Fruit von Nina Simone unterlegt war.
Im Mai 2016 veröffentlichte Fox Searchlight ein erstes Filmplakat. Dieses stellt durch vier rote Reihen von Personen, abwechselnd eine Reihe mit Weißen und eine Reihe mit Afroamerikanern, und den in ein blaues Rechteck gesetzten Filmtitel eine vereinfachte US-amerikanische Flagge dar. Diese Grafik wurde in Verbindung mit einem Video eines animierten Filmplakats veröffentlicht, das bei der Figur von Nate Turner beginnend, der sich in der Mitte einer Reihe von Afroamerikanern befindet, aus dem Bild herauszoomt und letztlich das vollständige Plakat zeigt.
Am 21. Juni 2016 veröffentlichte Fox Searchlight einen ersten offiziellen Langtrailer. Dieser 2:37 min lange Trailer zeigt die Verwandlung des folgsamen Leibeigenen zum Anführer einer Rebellion. Die erste Hälfte des Trailers schildert die harte Realität im Leben der Sklaven zur damaligen Zeit. Am Ende greifen die Sklaven zu den Waffen und stellen sich einer weißen Miliz in den Weg. Im Zentrum der Kurzdarstellung der Geschehnisse steht die Ansprache von Turner, in der er anderen Sklaven mitteilt, er habe von Gott eine Botschaft erhalten. In englischer Originalsprache sagt er: a vision of what's to come – The rise of good against evil. Ab diesem Zeitpunkt ist der Trailer mit den Klängen des Grammy-nominierten Songs Rise Up von Andra Day unterlegt, der als emotionale Hymne die inspirierende Predigt von Turner musikalisch widerhallen lässt.

### Filmmusik
Die Filmmusik komponierte Henry Jackman. Insgesamt wird die Filmmusik als ungewöhnlich vielfältig beschrieben, und sie greife auf mehrere musikalische Traditionen und Referenzen zurück.
Bereits im ersten Trailer, der im April 2016 veröffentlicht wurde, war das Lied Strange Fruit (engl. Sonderbare Frucht) zu hören, das auch ganz am Ende des Films, dem emotionalen Höhepunkt, gespielt wird. Das Musikstück war nach dem Auftritt der afroamerikanischen Sängerin Billie Holiday 1939 im Café Society in New York weltweit bekannt geworden und bezieht sich auf Lynchmorde in den Südstaaten der USA. Der Jazz-Song gilt als ein früher Ausdruck der US-amerikanischen Bürgerrechtsbewegung. Im Film ist das Lied in einer Coverversion von Nina Simone zu hören, deren Version einen etwas langsameren Rhythmus hat und von einigen anderen Instrumenten begleitet wird als das Original. Das Lied beschäftigt sich nach Aussage von Nina Simone sehr direkt mit den Problemen zwischen Schwarzen und Weißen in den USA. Emily Lackey von bustle.com sagt zur Auswahl dieses Liedes: Es ist nicht nur irgendein Lied. Es ist eine unglaublich bewegende Melodie, eine, die perfekt für 'The Birth of a Nation' geschrieben zu sein scheint. Kritiker erachten Jackmans Arbeit an der Filmmusik als Oscar-würdig. Im Dezember 2016 wurde der Soundtrack als Anwärter bei der Oscarverleihung 2017 in der Kategorie Beste Filmmusik in die Kandidatenliste (Longlist) aufgenommen, aus denen die Mitglieder der Akademie die offiziellen Nominierungen bestimmen.

### Premiere und finanzieller Erfolg

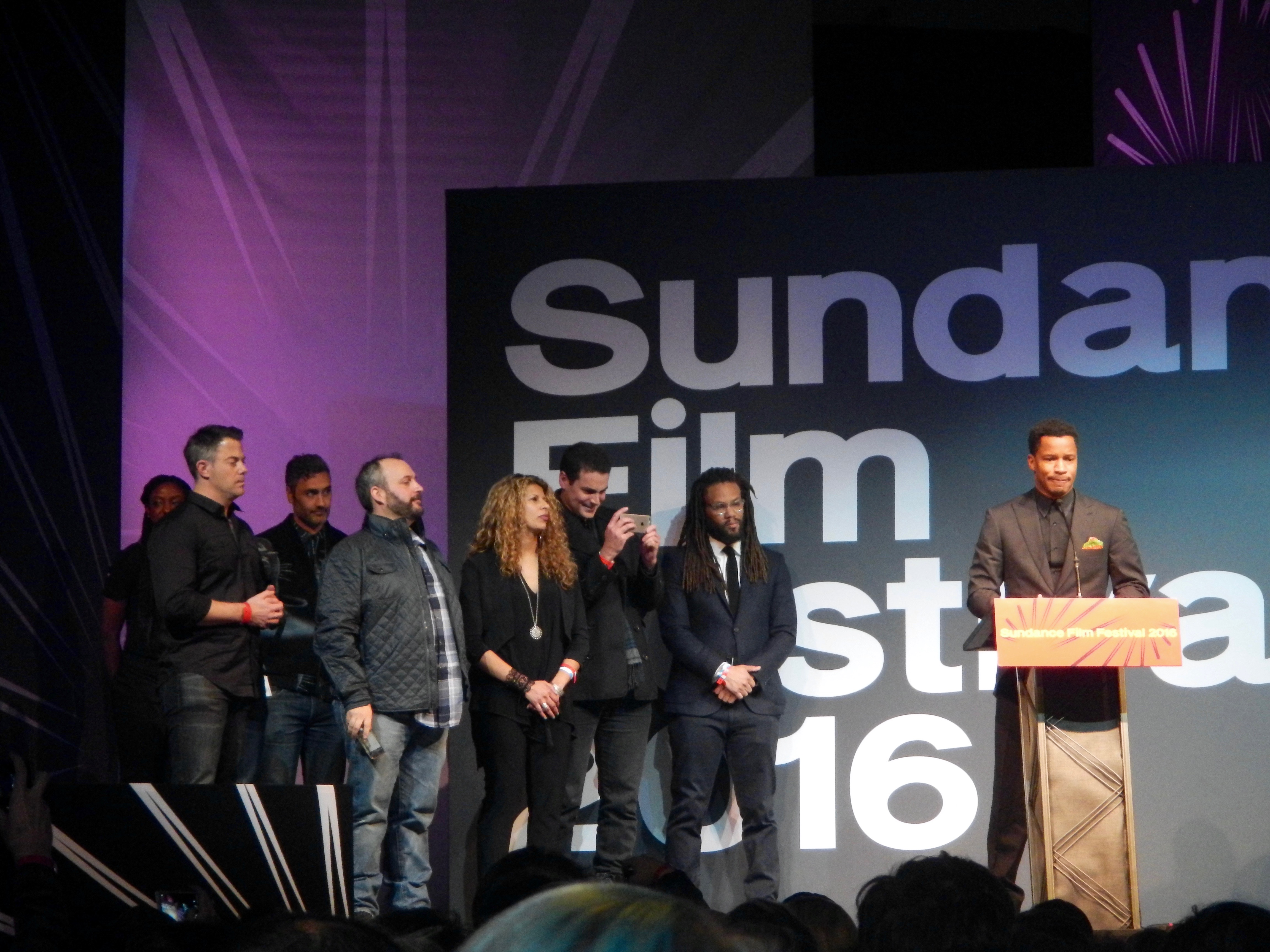
Nate Parker und Teile der Filmcrew und Darsteller beim Sundance Film Festival 2016

Der Film feierte am 25. Januar 2016 beim Sundance Film Festival seine Premiere. Nachdem im Januar die Oscar-Nominierungen bekanntgegeben wurden und daraufhin eine Diskussion über fehlende kulturelle Vielfalt, insbesondere in Bezug auf schwarze Schauspieler und Regisseure in Hollywood, aufflammte, weil zum zweiten Mal in Folge kein einziger schwarzer Schauspieler nominiert wurde, stand The Birth of a Nation im Fokus der Veranstaltung und stieß auf das besondere Interesse der US-amerikanischen Filmindustrie. Einige Vertreter großer Verleiher waren bei der Premiere anwesend. Im Anschluss entbrannte eine Bieterschlacht, in deren Folge sich Fox Searchlight für ein Gebot von 17,5 Millionen US-Dollar die weltweiten Rechte für den Film sicherte, was den größten Vertragsabschluss in der Geschichte des Sundance Film Festivals darstellte. Der Regisseur Spike Lee sagte hierzu, aus filmwirtschaftlicher Sicht sei diese Rekordsumme in erster Linie auf die finanzkräftigen Online-Vertriebe zurückzuführen, die neuerdings auf dem Filmmarkt agierten, sich gegenseitig zu überbieten versuchten und so nicht nur die Spielregeln, sondern auch die Definition von Independent-Film verändert hätten.

### Veröffentlichung und Verwertung
Im September 2016 wurde der Film im Rahmen des Toronto International Film Festivals vorgestellt. Am 7. Oktober 2016 kam der Film in die US-amerikanischen Kinos. Im Oktober 2016 wird der Film im Rahmen der Internationalen Hofer Filmtage erstmals in Deutschland gezeigt und am 2. November 2016 beim Tokyo International Film Festival erstmals in Japan vorgestellt werden. Am 13. April 2017 kam der Film in die deutschen Kinos. Am 1. Februar 2020 wurde der Film in das Programm von Netflix aufgenommen.

## Rezeption

### Altersfreigabe
In Deutschland ist der Film FSK 16. In der Freigabebegründung heißt es: „Das auf Fakten basierende Drama erzählt von einem schwarzen Sklaven in den USA der ersten Hälfte des 19. Jahrhunderts, der angesichts des Unrechts und der Brutalität der Sklaverei einen Aufstand anzettelt. [...] Die Szenen des eigentlichen Aufstandes bergen zahlreiche Gewaltdarstellungen, die teils drastisch ausfallen [...] 16-Jährige sind in der Lage, diese Szenen in den Kontext einzuordnen und zu verarbeiten, wobei ihnen das historische Setting die Distanzierung erleichtert. Auch den Wunsch nach Rache als Handlungsmotiv kann diese Altersgruppe verstehen und hinterfragen, ohne dass dieser Aspekt eine sozialethisch desorientierende Wirkung entfaltet.“

### Kritiken
Bei Metacritic erhielt der Film einen Metascore von 69 von 100 möglichen Punkten. Nicht nur wegen der Begeisterung des Sundance-Publikums, sondern auch im Hinblick auf die aktuellen Stimmungen in Hollywood und einer möglichen Unterstützung durch 20th Century Fox wurden der Film und sein Regisseur bereits kurz nach seiner Premiere, aber auch vor seiner Vorführung beim Toronto International Film Festival 2016 von vielen Kritikern als großer Oscar-Anwärter gehandelt.
Ramin Setoodeh von Variety brachte zudem Parker als Schauspieler hierfür ins Gespräch: „Auch wenn es noch 13 Monate bis zur nächsten Oscar-Verleihung sind, ist es schwer, sich ein Szenario vorzustellen, in dem Parker kein Anwärter als Bester Schauspieler ist.“

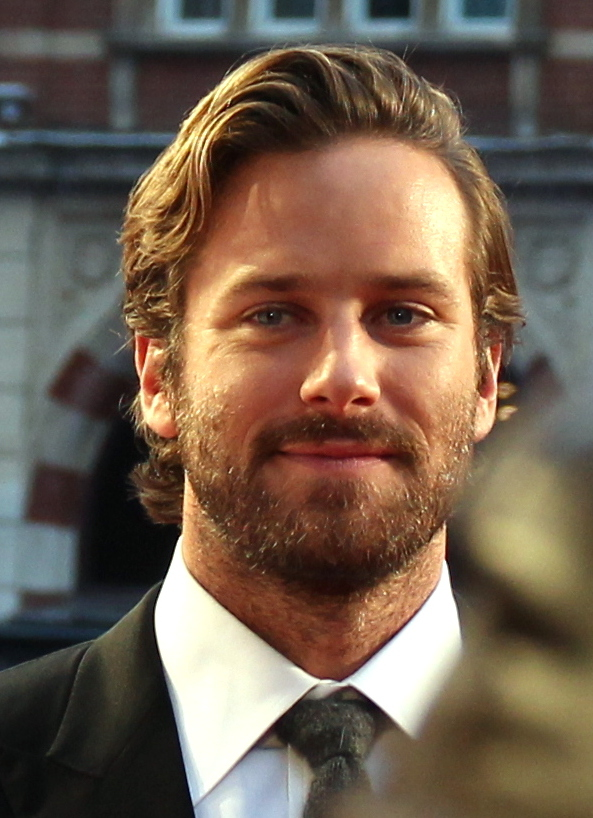
Armie Hammer stellte beim London Film Festival 2016 nicht nur The Birth of a Nation, sondern auch den Film Nocturnal Animals vor

Sein Redaktionskollege Justin Chang beschreibt die Besonderheiten der Dramaturgie des Films und prophezeit: „Die heftigsten Diskussionen werden sich auf den absehbaren kathartischen Höhepunkt des Films zentrieren, in dem die große Stärke liegt, wie Parker seine Geschichte erzählt und in dem er plötzlich seinen Film in Richtung eines brutalen und blutigen Kriegsfilms verschiebt, in dem moralische Grautöne von einem bedrohlichen Rot abgelöst werden.“
Eric Kohn von IndieWire empfindet die blutige und äußerst gewalttätige letzte Szene des Films, und besonders die darin eingebauten Slowmotion-Einstellungen, ein wenig überzogen und den Titel ziemlich kitschig, aber dennoch habe der Regisseur immer die volle Kontrolle über sein Material. Im Abspann erfährt der Zuschauer, man habe Turners Leichnam später in Stücke gerissen und so versucht, sein Vermächtnis zu schmälern. Durch die Kombination mit einer letzten Montage, in der das historische Geschehen in die Gegenwart überblendet, bestätige sich in den Augen von Kohn die Rechtfertigung des Films.
Chris Nashawaty äußert sich über die Besetzung: „Parkers Leistung als Turner ist unbestreitbar ausdrucksstark, wie auch die von Hammer und seiner Schauspielkollegin Aja Naomi King als Sklavin, die später seine Frau wird oder Jackie Earle Haley als sadistischer Schläger.“
Dominic Patten vergleicht Parkers Film mit Schindlers Liste und einer Handvoll weiterer, gut erzählter Filme, in denen Völkermord thematisiert wird.
Brian Tallerico bestätigt: „Parker hält nichts zurück und weigerte sich, die Sklaverei nur wie einen Hintergrund oder eine Einstellung zu präsentieren, wie dies sonst in Hollywood üblich ist. […] Parker hat erkannt, dass das Grauen, das zum Aufstand führte, nicht stummgeschaltet werden darf, wenn es zum Ausdruck gebracht werden soll.“

### Einspielergebnis
Die weltweiten Einnahmen des Films liegen derzeit bei rund 16,8 Millionen US-Dollar.

### Auszeichnungen
Directors Guild of America Awards 2017
- Nominierung als Beste Filmproduktion eines Spielfilmregiedebüts 2016 (Nate Parker)[48]

Hollywood Music In Media Awards 2016
- Nominierung als Beste Filmmusik (Henry Jackman)[49]

NAACP Image Awards 2017
- Nominierung als Bester Film
- Nominierung als Outstanding Writing in a Motion Picture (Film)
- Nominierung als Bester Independentfilm
- Nominierung als Bester Hauptdarsteller (Nate Parker)
- Nominierung als Beste Nebendarstellerin (Aja Naomi King)
- Nominierung als Outstanding Directing in a Motion Picture – (Film) (Nate Parker)[50]

Satellite Awards 2016
- Nominierung für den Besten Filmschnitt (Steven Rosenblum)[51]

Sundance Film Festival 2016
- Im Rahmen des Sundance Film Festivals wurde der Film am 30. Januar 2016 mit dem Großen Preis der Jury für den besten Spielfilm und mit dem Publikumspreis für den besten Spielfilm ausgezeichnet.[52][53]

Young Artist Awards 2017
- Nominierung als Bester Nebendarsteller in einem Spielfilm in der Kategorie Teen Actor (Kai Norris)[54]

CinemaCon 2016
- Im März 2016 wurde bekannt, dass Parker im April 2016 im Rahmen der CinemaCon von der National Association of Theatre Owners, der Vereinigung der US-amerikanischen Kinobesitzer, für seine Arbeit am Film als Breakthrough Director of the Year ausgezeichnet werden soll.[55]